# 공사채
공사채(公社債)는 국가, 공기업, 사기업 등이 어떤 사업 활동에 있어서 그 재원 조달 수단으로 발행하는 채권이다. 그것은 크게 공채, 정부 보증채, 사채, 금융채들로 분류된다. 이 것들의 상환 기간은 금융채를 빼고 모두 7년이다.